# ПРП-3
Рухомий розвідувальний пункт ПРП-3 «Вал» (індекс ГРАУ — 1Ж3, позначення ГБТУ — «Об'єкт 767») — радянський рухомий розвідувальний пункт призначений для ведення розвідки нерухомих і рухомих наземних та таких, що низько летять, цілей, а також забезпечення стрільби наземної артилерії вдень і вночі в будь-яких метеорологічних умовах при температурі навколишнього повітря від -40 ° C до + 40 ° C на висоті до 3000 м над рівнем моря. ПРП-3 був розроблений у Челябінську конструкторським бюро під керівництвом П. П. Ісакова на базі шасі БМП-1 і мав позначення «Об'єкт 767». Спеціальне обладнання розроблялося в КБ НВО «Точмаш».
На озброєння був прийнятий в 1971 році, серійне виробництво було організовано в Рубцовську.

## Проект
15 липня 1963 року постановою радянського уряду було визначено завдання на розробку рухомого розвідувального пункту, який мав забезпечувати цілевказання ракетно-артилерійським системам при стрільбі та спостереженні за цілями. Незабаром розпочалися роботи над ПРП-3 «Вал». Основними завданнями ПРП були:
- ведення розвідки наземних цілей;
- обробка інформації та забезпечення цілевказівки ракетно-артилерійським системам.

При цьому ПРП мав зберегти високі характеристики базової машини (БМП-1): відмінну маневреність, хорошу прохідність, високу швидкість пересування, достатній броньовий захист і здатність подолання водних перешкод уплав.

## Конструкція ПРП

### Будова
Конструктивно рухомий розвідувальний пункт ПРП-3 «Вал» мав відділення управління, моторно-трансмісійне відділення, бойове і кормове відділення. Бойова обслуга ПРП складається з командира ПРП і оператора-розвідника, розташованих у двомісній башті, радіотелефоніста, який перебуває в кормовому відділенні і оператора-обчислювача. Всі члени бойової обслуги мають свої люки для входу і виходу зверху машини. У разі необхідності є вихід обслуги через ліві двері в кормі машини.
Спеціальне обладнання машини включало радіолокаційну станцію виявлення рухомих наземних цілей 1РЛ126, лазерний перископ-далекомір 1Д6М1 (1Д6), курсопрокладач КП-4 (1В44), перископічний візир ТВ-240 (1ОП79), гірокомпас 1Г25-1, гіропоказчик 1Г13М і нічний прилад спостереження НПН (1ПН29). Для обладнання додаткового виносного спостережного пункту до машини додавалися радіостанція Р-108, два телефонних апарати, бусоль і стереодалекомір. Для живлення апаратури на стоянці, в герметичному відсіку кормової частини машини розміщувалося автономне джерело електроживлення. Засоби зв'язку — дві радіостанції Р-123М і ТПУ Р-124.
Крім того, ПРП оснащувався термодимовою апаратурою для постановки димових завіс «ТДА» і пускову установку 2П130-1 для запуску 90-мм некерованих освітлювальних снарядів 9М41 (боєкомплект становить 20 пострілів. Дальність стрільби снарядами — 1—3 км).

### Озброєння
В ролі основного озброєння на ПРП-3 «Вал» використовувався 7,62-мм кулемет ПКТ. Боєкомплект становив 1000 набоїв.

## Подальший розвиток ПРП-3
З 1984 по 1999 рік на Рубцовському машинобудівному заводі проводиться модернізація рухомих розвідувальних пунктів ПРП-3 «Вал». На його базі був створений новий рухомий розвідувальний пункт ПРП-4, який обладнувався оптичними, електронно-оптичними, тепловізійним і активно-імпульсним приладами нічного бачення, радіолокаційними засобами і засобами обробки і передачі інформації. Рухомий розвідувальний пункт ПРП-3 «Вал» поставлявся за кордон, у тому числі в країни — учасниці Варшавського договору і, так само до Алжиру, Анголи, в Ірак і Сирію.